# برزخ كورنث

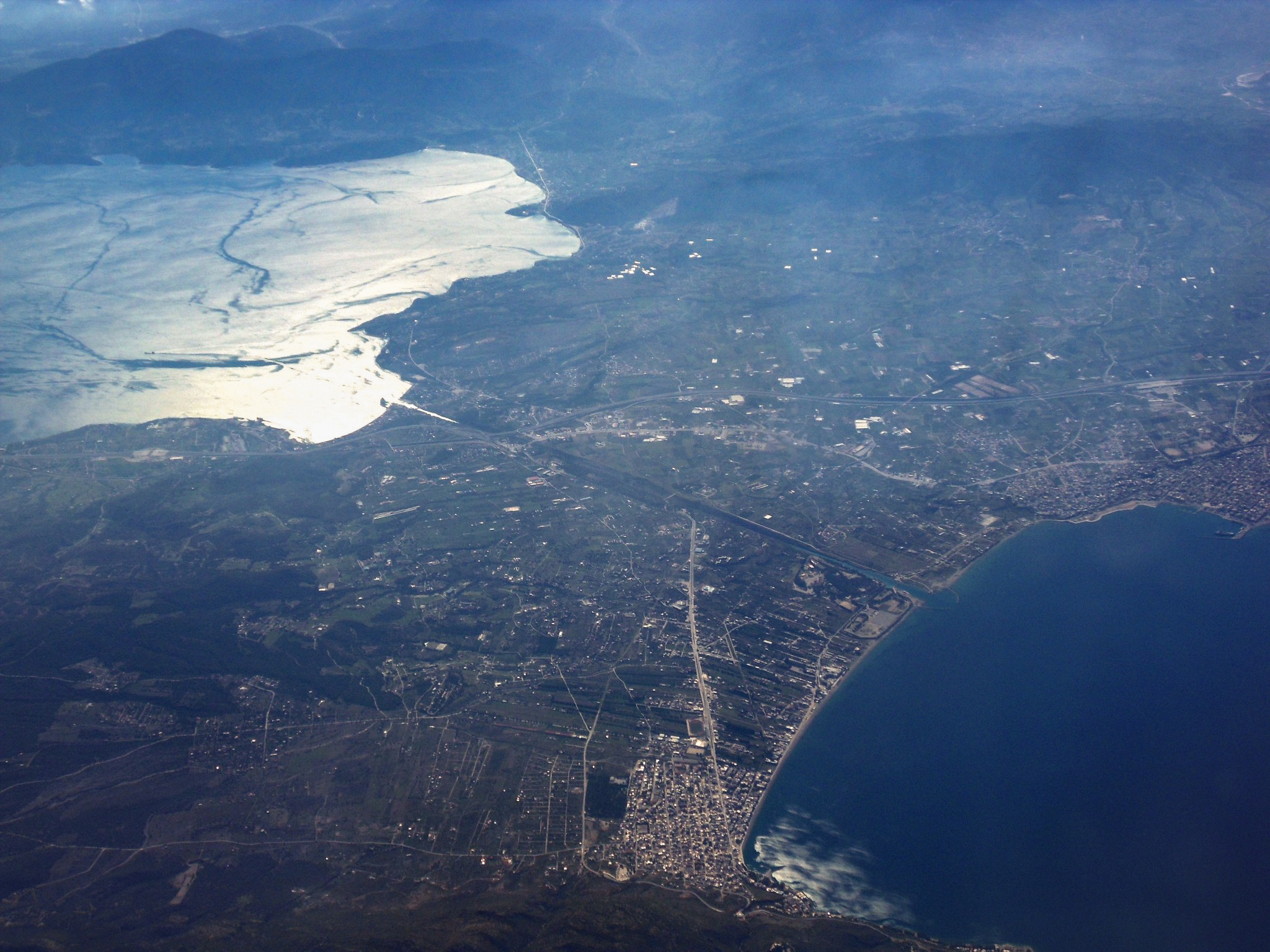
صورة جوية لبرزخ كورنث.

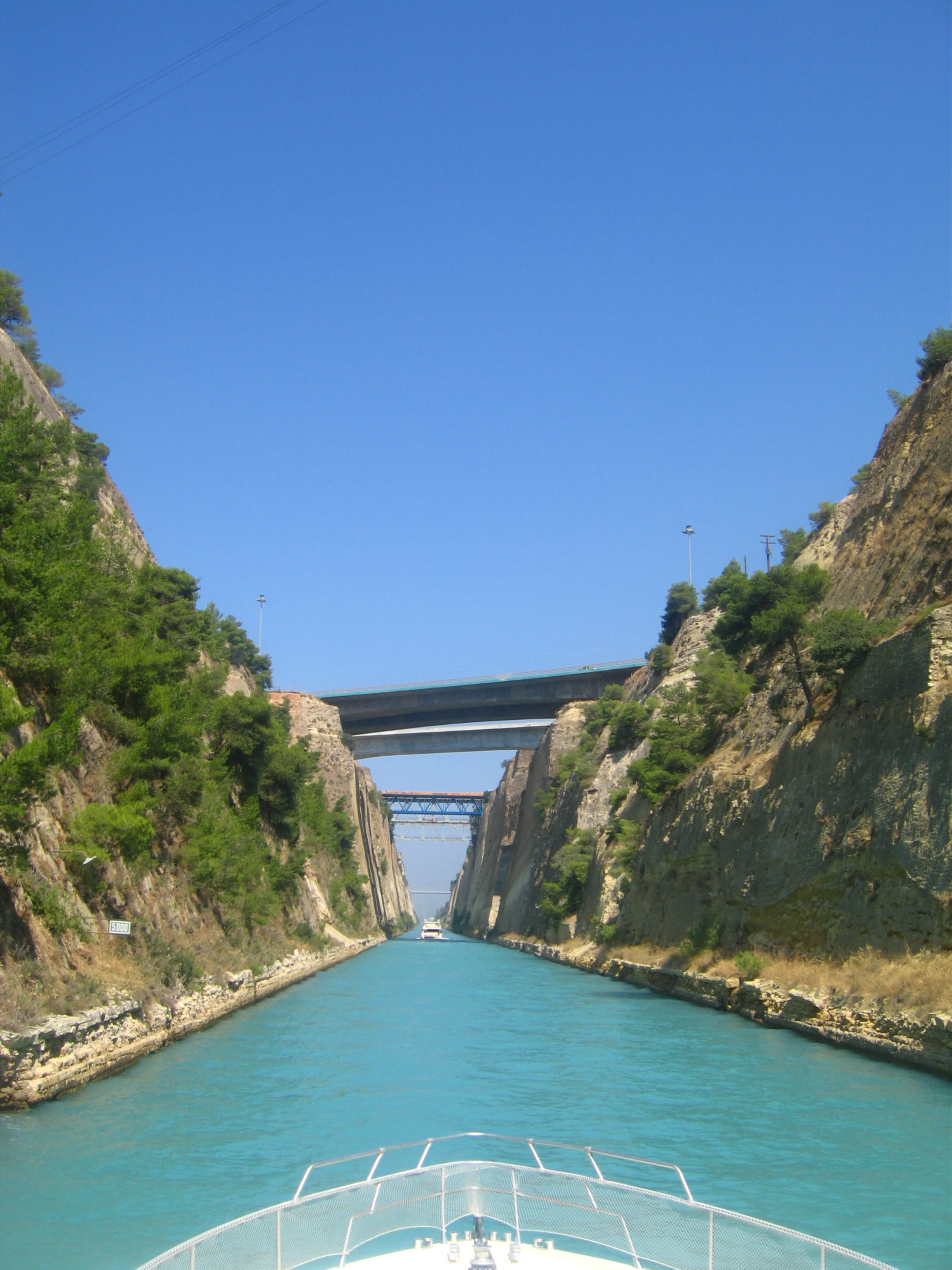
رحلة بحرية في قناة كورنث التي تم شقها خلال البرزخ.

برزخ كورنث (بالإنجليزية: Isthmus of Corinth)‏ هو الجسر البري الضيق الذي يربط شبه جزيرة البيلوبونيز ببقية أراضى اليونان، بالقرب من مدينة كورنث. جدير بالذكر أن كلمة "Isthmus" الإنجليزية مشتقه من كلمة بمعنى «الرقبة» في اليونانية القديمة، في إشارة إلى ضيق البر. كان ذلك البرزخ معروفا في العالم القديم بوصفه معلما يفصل البيلوبونيز عن البر الرئيسى لليونان. لاحظ الجغرافي سترابو في القرن الأول الميلادي  عمودا على برزخ كورنث، يحمل اثنين من النقوش. واحد نحو الشرق، أي نحو مدينة ميغارا في أتيكا ويفسركالآتي: «هنا ليس هو البيلوبونيز، ولكن إيونيا» (τάδ οὐχὶ Πελοπόννησος، ἀλλ Ἰωνία) وواحد نحو الغرب، أي نحو البيلوبونيز ويفسركالآتي: «هنا هو البيلوبونيز، وليس إيونيا» (τάδ ἐστὶ Πελοπόννησος، οὐκ Ἰωνία)؛ يرجع بلوتارخ نصب هذة الشاهدة (العمود التذكاري) إلى البطل الأتيكي ثيسيوس، وهو في طريقه إلى أثينا.
يقع خليج كورينث إلى الغرب من برزخ كورنث، ويقع خليج سارونيك إلى الشرق منه. منذ عام 1893 أصبحت قناة كورينث تمر من خلال البرزخ الواسع الذي يبلغ طوله 6.3 كم، الأمر الذي جعل من أقليم البيلوبونيز جزيرة مستقلة عن باقى الأراضى اليونانية. اليوم ضفة البر الرئيسى لليونان يربطها بضفة البيلوبونيز جسرين بريين، وجسرين للسكك الحديدية وجسرين غاطسين على طرفي القناة. كما يوجد أيضا جسر عسكري للطوارئ في الطرف الغربي من القناة.

## تاريخ القناة
فكرة عمل طريق مختصر لتوفير مشقة دوران القوارب الشراعية حول شبه جزيرة البيلوبونيز أخذها الإغريق القدماء بعين الاعتبار منذ زمن طويل. وقد جرت أول محاولة لشق قناة خلال البرزخ من قبل الطاغية بيرياندر ثاني ملوك كورينث في القرن 7 قبل الميلاد. الا انه تخلي عن المشروع بسبب الصعوبات التقنية، وبدلا من ذلك أتبع حلا أبسط وأقل تكلفة، فقام بتشييد منحدرا حجريا بريا عبر البرزخ لاستخدامه كطريق لحمل المراكب برا وأُطلق عليه اسم ديولكوس Diolkos. لا تزال بقايا ذلك الطريق موجودة اليوم بجانب القناة الحديثة. عندما سيطرت الجمهورية الرومانية (التي أصبحت في وقت لاحق الإمبراطورية الرومانية) على اليونان، حاول الرومان ايجاد عدد من الحلول المختلفة. يوليوس قيصر استشعر مزايا وجود رابط لمستعمرته الحديثة «كولونيا لاوس يوليا كورنثينسيس». وبحلول عهد طيباريوس، حاول المهندسين حفر القناة، ولكنهم هزموا بسبب نقص المعدات الحديثة. وبدلا من ذلك قاموا ببناء جهاز مصري قديم: كانت القوارب تدحرج عبر البرزخ على جذوع الأشجار، كما كان المصريون يدحرجون كتل الجرانيت لبناء أهراماتهم. تم استخدام هذة الطريقة بحلول سنة 32 م. في سنة 67 م، أمر الإمبراطور الروماني المحب لحضارة الاغريق نيرون 6000 نفر من العبيد بحفر القناة باستخدام الجاروف. وفقا لبلينيوس الأكبر، تقدم العمل بالقناة لمسافة أربعة استاديا (حوالي 5/8 كيلومترات- أو625 م). توفي نيرون في العام التالي، وتخلي خليفته غالبا عن المشروع لاعتباره مكلف للغاية.
في العصر الحديث، كان أول اقتراح جدي لفكرة شق القناة في عام 1830، بعد وقت قصير من استقلال اليونان عن الإمبراطورية العثمانية، وتم الانتهاء من حفر القناة في عام 1893 بعد عشر سنوات من العمل.

### جهود للمحافظة على المعالم القديمة
بالقرب من القناة يجري مدق حجري قديم، يطلق عليه اسم ديولكوس Diolkos، كان يستخدم قديما لسحب السفن برا. هناك مخاوف كبيرة بشأن الحفاظ على هذا المسار. يطالب النشطاء اليونانيون الحكومة اليونانية ببذل المزيد من الجهود لحماية هذا الموقع الأثري.

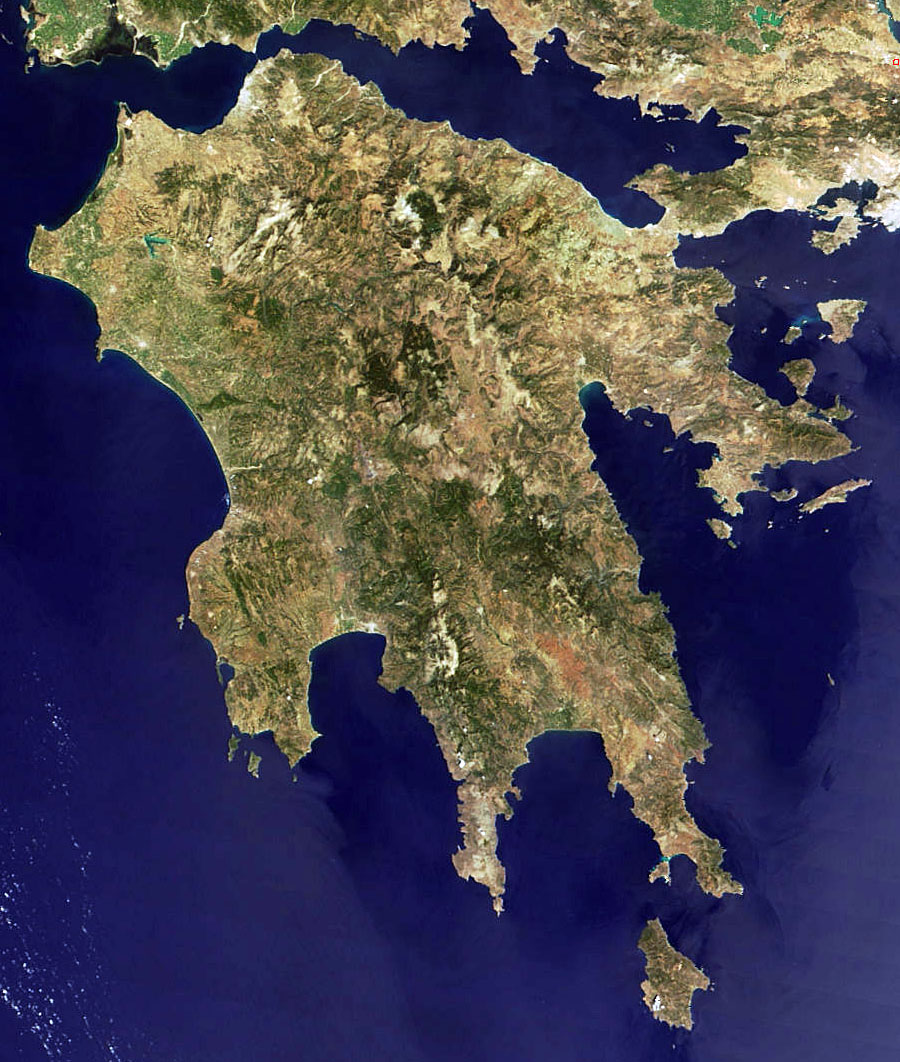
منظر البيلوبونيز من الفضاء، ويظهر فيها برزخ كورنث في الطرف الأعلي يمين.
برزخ كورنث.
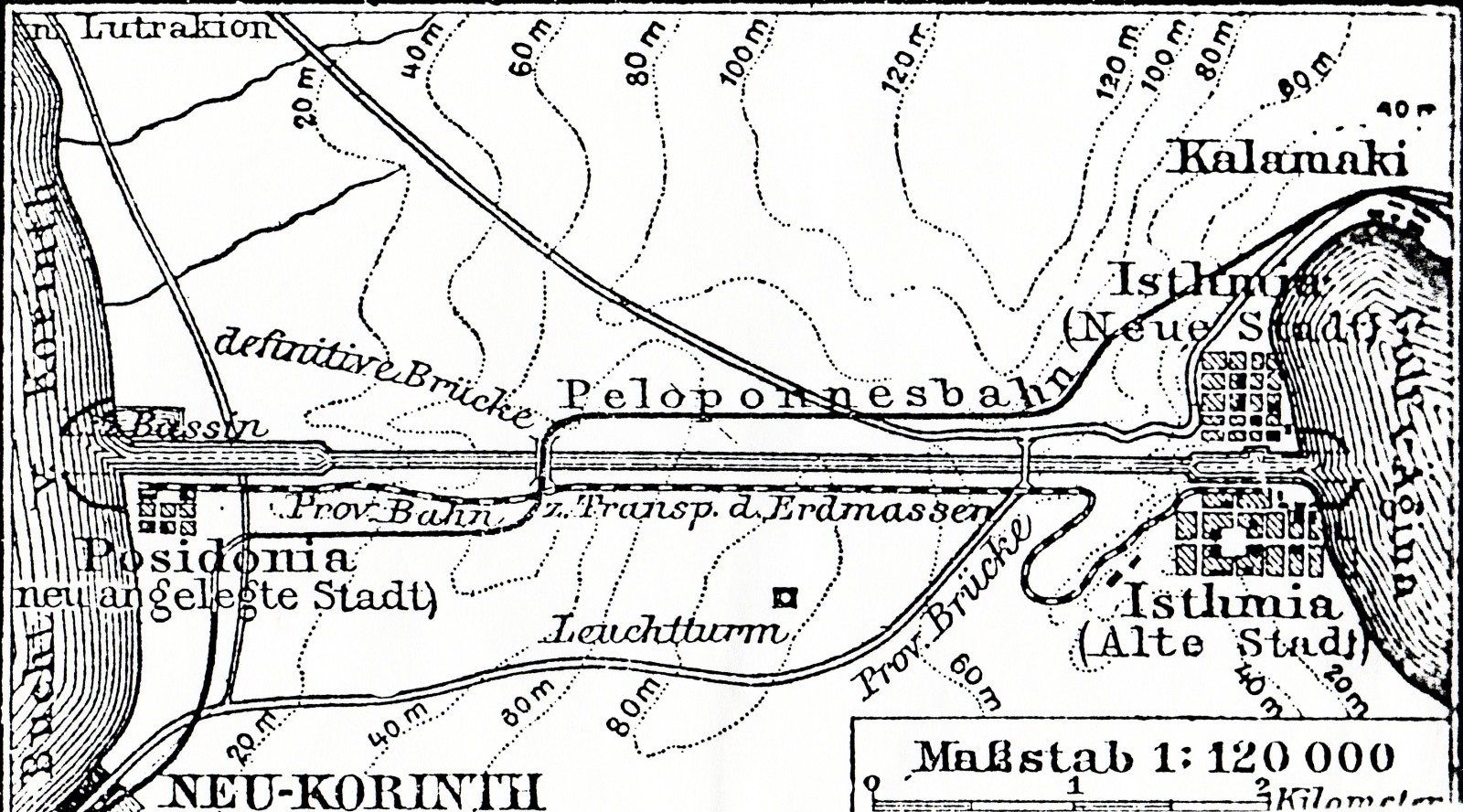
خريطة قديمة لمنطقة قناة كورنث.